# 6515 Джіанніґаллі
6515 Джіанніґаллі (6515 Giannigalli) — астероїд головного поясу, відкритий 16 червня 1988 року.
Тіссеранів параметр щодо Юпітера — 3,587.